# Phyllanthus filicifolius
Phyllanthus filicifolius är en emblikaväxtart som beskrevs av Andrew Thomas Gage. Phyllanthus filicifolius ingår i släktet Phyllanthus och familjen emblikaväxter. Inga underarter finns listade i Catalogue of Life.